# Schloss Rohr

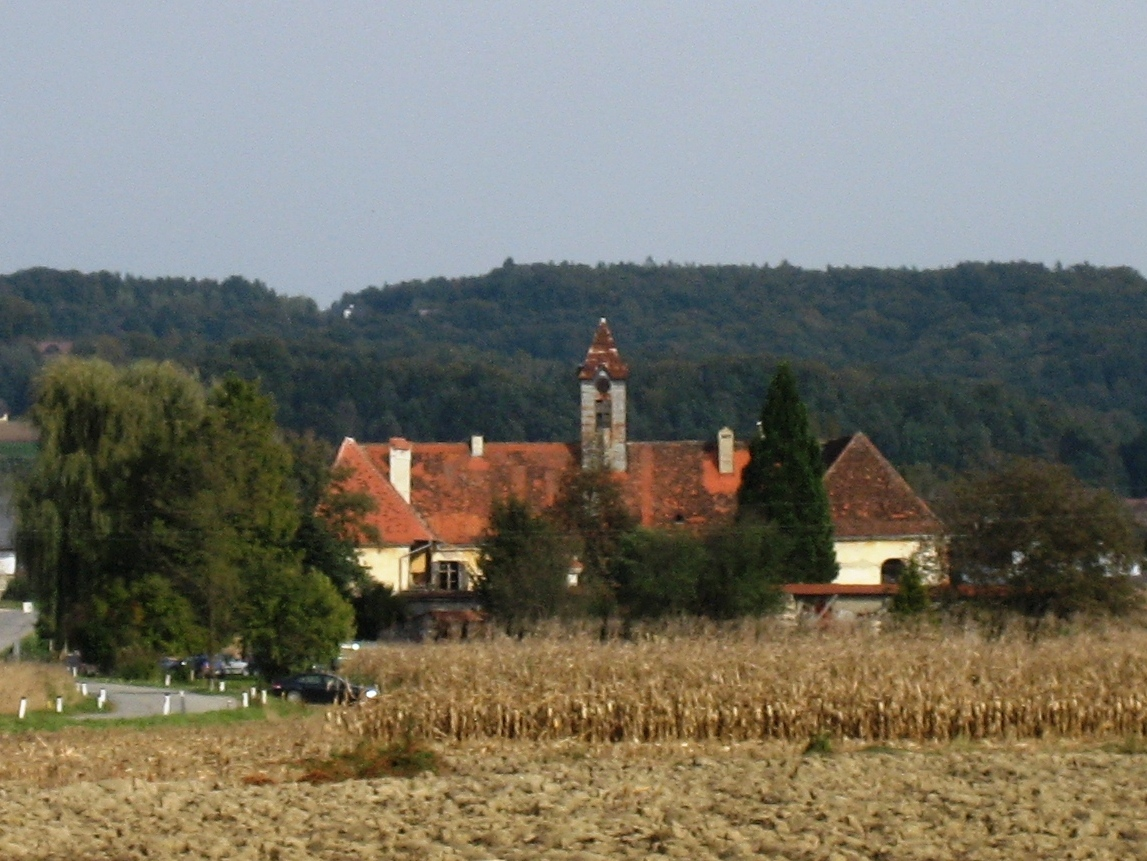
Schloss Rohr

Das Schloss Rohr liegt auf dem Gebiet der Gemeinde Ragnitz im Bezirk Leibnitz in der Steiermark.
Im 12. Jahrhundert war das Schloss eine Wasserburg. 1630 wurde es von Stift Rein erworben und diente dem Abt als Erholungsort. Im 17. und 18. Jahrhundert erfolgte der Ausbau zum Schloss, und der heute überlieferte Zustand wurde im Wesentlichen hergestellt. 1953 musste Stift Rein das Schloss verkaufen. Seither befindet es sich in Privatbesitz.
Das Schloss befindet sich in einem sehr schlechten Zustand, und manche Teile sind vom Einsturz bedroht. Der Verein Denkmal Steiermark bemüht sich um den Erhalt des Schlosses.